# مل لیسبوا
مل لیسبوا آلوز (متولد ۱۷ ژانویه ۱۹۸۲) یک بازیگر برزیلی است.
لیسبوا در پورتو آلگره، ریو گرانده دو سول به دنیا آمد. او دختر اخترشناس کلودیا لیسبوا آلوز و موسیقیدان ببتو آلوز است. او هیچ گونه ارتباط مستقیمی با نوازنده گاچو نی لیسبوا ندارد. مل لیسبوا از سال ۲۰۰۴ تا ۲۰۰۸ با بازیگر برزیلی دانیل آلویم ازدواج کرد، و در ۸ نوامبر همان سال با موسیقیدان فیلیپه روسینو ازدواج کرد. این زوج از آن زمان با هم بودند و دو فرزند دارند. او در سال ۲۰۰۹ در مصاحبه ای با مجله Tpm خود را ملحد اعلام کرد.

## فیلم‌شناسی

### تلویزیون
| سال  | عنوان                    | نقش                         | یادداشت                      |
| ---- | ------------------------ | --------------------------- | ---------------------------- |
| ۲۰۰۱ | حضور آنیتا               | آنیتا (Cíntia)              |                              |
| ۲۰۰۱ | اوس نورمیس               | تاتی                        | قسمت: "وسوسه‌ها عادی هستند"   |
| ۲۰۰۲ | دزیوس دی مولر            | گابریلا دینیز               |                              |
| ۲۰۰۴ | کومو اوما اوندا          | لنیتا پایوا                 |                              |
| ۲۰۰۵ | نوار کاست و سیاره، فوری! | ملانی                       | قسمت: "۱۲ جولای ۲۰۰۵"        |
| ۲۰۰۶ | اوی موندو آفورا          | ارائه کننده                 |                              |
| ۲۰۰۷ | ست پکادو                 | کارلا داسیلوا               |                              |
| ۲۰۰۸ | کاسوس و آکاسوس           | جولیا                       | قسمت: " کاسوس و آکاسوس "     |
| ۲۰۱۱ | سانساو و دالیا           | دلیله                       |                              |
| ۲۰۱۳ | به عنوان رذل‌ها           | ماریانا                     | قسمت: "ماریانا"              |
| ۲۰۱۳ | گناه کبیره               | مارسیا فیگوئرادو (مارسینیا) |                              |
| ۲۰۱۵ | اوس دز ماندامنتوس        | هانوتمایر (جوان)            | قسمت‌ها: "۲۳ تا ۳۰ مارس ۲۰۱۵" |
| ۲۰۱۶ | لیلی، یک سابق            | نادین                       | قسمت: "فانتاسما!"            |
| ۲۰۱۷ | پراتا دا کاسا            | مارینا سامپایو              | قسمت: "فاما"                 |
| ۲۰۱۷ | پیمان خون                | گرینگا                      |                              |
| ۲۰۱۹ | دخترانی از ایپانما       | ترزا سوارس                  |                              |
| ۲۰۲۲ | کارا و کورگیم            | رجینا                       |                              |

### فیلم
| سال  | عنوان               | نقش       | یادداشت           |
| ---- | ------------------- | --------- | ----------------- |
| ۲۰۰۴ | یک کارتومانت        | ویتوریا   |                   |
| ۲۰۰۴ | کاموم بنزین         | رجینا     | فیلم کوتاه        |
| ۲۰۰۵ | عروسی رومئو و ژولیت | جوآنا     |                   |
| ۲۰۰۶ | رؤیاها و آرزوها     | کریستیانا |                   |
| ۲۰۰۷ | جنایت آخر           | جوآنا     |                   |
| ۲۰۰۸ | Ao Vivo             | صوفیه     | فیلم کوتاه        |
| ۲۰۱۵ | خاطرات دا بوکا      |           |                   |
| ۲۰۱۶ | ده فرمان: فیلم      | هانتمیر   | فاز اول           |
| ۲۰۱۶ | کاس فامینتوس        | آنا       |                   |
| ۲۰۱۶ | گادو                | دانیلا    |                   |
| ۲۰۱۶ | مسیح جوان           | مریم      | دوبله صدای برزیلی |
| ۲۰۱۶ | ماگال و مورچه‌ها     | ساندرا    |                   |
| ۲۰۱۷ | قاتل                |           |                   |

### اینترنت
| سال  | عنوان  | نقش               |
| ---- | ------ | ----------------- |
| ۲۰۱۷ | هرانچا | لوسیانا فریرا ریس |